# Набер, Омар
О́мар Кари́м На́бер (словен. Omar Naber; род. 7 июля 1981, Любляна) — словенский певец. Представитель Словении на конкурсе песни «Евровидение» 2005 и 2017 годов.

## Биография
Широкую известность Омар Набер получил, победив 5 декабря 2004 года в шоу молодых талантов «Bitka talentov». В конце того же года состоялась презентация первой песни Омара «Vse, kar si želiš». В 2005 году принял участие в национальном отборочном конкурсе EMA. Песня на словенском языке «Stop» принесла ему победу и возможность представить страну на «Евровидении-2005». В полуфинале конкурса Омар получил 69 баллов и, заняв 12 место, не попал в финал. В феврале 2005 года был записан его первый альбом «Omar». В 2011 году он снова боролся за путёвку на «Евровидение». Для национального конкурса EMA он подготовил песню «Bistvo skrito je očem», но не попал в число финалистов. В мае 2012 года Омар входил в состав национального жюри, которое оценивало выступления участников «Евровидения-2012». В сентябре он принял участие в юбилейном 50-м конкурсе «Slovenska popevka». Музыку для песни «Sedem dni» написал сам Омар, текст — Тина Муц (Tina Muc), а аранжировку — Лойзе Крайнчан (Lojze Krajnčan). По результатам жеребьёвки певцу достался 10-й порядковый номер для выступления. После окончания голосования телезрителей были объявлены победители: ими стали Нуша Деренда и Марко Возэль (Marko Vozelj) с песней «Naj nama sodi le nebo», Омар занял предпоследнее 13 место.

## Дискография

### Альбомы
- Февраль 2005 — «Omar»
- Май 2005 — «Omar MC»

### Синглы
| Год  | Название                                     | Наивысшие позиции | Альбом |
| Год  | Название                                     | [ 10 ]            | Альбом |
| ---- | -------------------------------------------- | ----------------- | ------ |
| 2004 | «Vse, kar si želiš»                          |                   |        |
| 2005 | «Stop»                                       |                   |        |
| 2010 | «Proti soncu»                                | 1                 |        |
| 2011 | «Duša moje duše» (совместно с Нушей Деренда) | 1                 |        |
| 2011 | «Bistvo skrito je očem»                      | 3                 |        |
| 2011 | «Le srce ne spi»                             | 3                 |        |
| 2012 | «Parfum»                                     | 3                 |        |
| 2012 | «Za srečo, za sanje»                         | 6                 |        |
| 2012 | «Sedem dni»                                  |                   |        |
| 2014 | «Žamet»                                      |                   |        |
| 2014 | «Sladek strup (I Won't Give Up)»             |                   |        |
| 2015 | «Hej, ti! (Play!)»                           |                   |        |
| 2016 | «Zgodba brez napake»                         |                   |        |
| 2016 | «Hallelujah»                                 |                   |        |
| 2016 | «Take Me Far»                                |                   |        |
| 2016 | «Poseben dan '16»                            |                   |        |
| 2017 | «Basket Case»                                |                   |        |
| 2017 | «Aleppo»                                     |                   |        |
| 2017 | «Placebo»                                    |                   |        |
| 2017 | «Ne zapusti me»                              |                   |        |
| 2017 | «On My Way»                                  | 12                |        |

### Видеоклипы
| Год  | Название            | Альбом | Режиссёр(ы) |
| ---- | ------------------- | ------ | ----------- |
| 2004 | «Vse, kar si želiš» |        |             |
| 2012 | «Parfum»            |        |             |
| 2017 | «On My Way»         |        |             |

## Награды и достижения
| Год  | Мероприятие                                 | Номинированная работа    | Результат |
| ---- | ------------------------------------------- | ------------------------ | --------- |
| 2004 | «Bitka talentov»                            | «Sexed Up», «Wild World» | Победа    |
| 2005 | «EMA 2005»                                  | «Stop»                   | Победа    |
| 2005 | Полуфинал конкурса песни «Евровидение-2005» | «Stop»                   | 12 место  |
| 2011 | «EMA 2011»                                  | «Bistvo skrito je očem»  | Номинация |
| 2012 | «Slovenska popevka»                         | «Sedem dni»              | 13 место  |